# Piperevo
Piperevo (Bulgaars: Пиперево) is een dorp in Bulgarije. Het dorp is gelegen in de gemeente Doepnitsa in de oblast Kjoestendil. De afstand tot Kjoestendil is hemelsbreed 35 km en de afstand tot Sofia is 48 km.

## Bevolking
Op 31 december 2019 woonden er 151 personen in het dorp, een daling vergeleken met het maximum van 257 personen in 1992.
|  |

Van de 185 inwoners reageerden er 170 op de optionele volkstelling van 2011. Alle inwoners identificeerden zichzelf als etnische Bulgaren.
| Etniciteit   | Aantal | %      |
| ------------ | ------ | ------ |
| Bulgaren     | 170    | 100,0% |
| Turken       | ...    | ...    |
| Roma         | ...    | ...    |
| Overig       | ...    | ....   |
| Respondenten | 170    |        |

Balanovo - Bistritsa - Blatino - Deljan - Djakovo - Doepnitsa - Dzjerman - Gramade - Jachinovo - Krajni Dol - Krajnitsi - Kremenik - Palatovo - Piperevo - Samoranovo - Topolnitsa - Tsjerven Breg